# Pseudmecynostmum
Pseudmecynostmum är ett släkte av plattmaskar. Pseudmecynostmum ingår i familjen Mecynostomidae.
Släktet innehåller bara arten Pseudmecynostmum bruneum.